# Manuel Faißt
Manuel Faißt (Furtwangen im Schwarzwald, 11 gennaio 1993) è un combinatista nordico tedesco.

## Biografia
Fratello della saltatrice con gli sci Melanie, a sua volta sciatrice nordica di alto livello, in Coppa del Mondo ha esordito il 5 dicembre 2009 a Lillehammer (49º) e ha ottenuto la prima vittoria, nonché primo podio, il 3 febbraio 2013 a Soči. Ai Mondiali di Lahti 2017, suo esordio iridato, si è classificato 17º nel trampolino normale; ai successivi Mondiali di Seefeld in Tirol 2019 è stato 14º nel trampolino lungo, mentre a quelli di Oberstdorf 2021 si è classificato 19º nel trampolino lungo. L'anno dopo ai XXIV Giochi olimpici invernali di Pechino 2022, sua prima presenza olimpica, ha vinto la medaglia d'argento nella gara a squadre e si è piazzato 4º nel trampolino lungo; ai Mondiali di Planica 2023 è stato 5º nel trampolino normale e 20º nel trampolino lungo e a quelli di Trondheim 2025 si è classificato 23º nel trampolino normale.

## Palmarès

### Olimpiadi
- 1 medaglia:
  - 1 argento (gara a squadre a Pechino 2022)

### Mondiali juniores
- 5 medaglie:
  - 3 ori (individuale, sprint, gara a squadre a Liberec 2013)
  - 1 argento (individuale a Erzurum 2012)
  - 1 bronzo (gara a squadre a Erzurum 2012)

### Coppa del Mondo
- Miglior piazzamento in classifica generale: 7º nel 2024
- 18 podi (8 individuali, 10 a squadre):
  - 1 vittoria (a squadre)
  - 7 secondi posti (a squadre)
  - 10 terzi posti (8 individuali, 2 a squadre)

#### Coppa del Mondo - vittorie
| Data            | Località | Nazione | Trampolino         | Spec.                                                               |
| --------------- | -------- | ------- | ------------------ | ------------------------------------------------------------------- |
| 3 febbraio 2013 | Soči     | Russia  | RusSki Gorki HS140 | T LH/4x5 km (con Johannes Rydzek, Björn Kircheisen ed Eric Frenzel) |

Legenda:

LH = trampolino lungo

T = gara a squadre